# 薄叶美花草
薄叶美花草（学名：Callianthemum angustifolium）为毛茛科美花草属下的一个种。

## 扩展阅读
- 維基物種上的相關：薄叶美花草